# Jerzy Szuba
Jerzy Szuba, ps. Świda (ur. 27 października?/9 listopada 1916 w Samarze, zm. 15 maja 2006 w Gliwicach) – podporucznik piechoty Polskich Sił Zbrojnych, inżynier chemik, specjalista karbochemii, profesor zwyczajny Politechniki Śląskiej.

## Życiorys
Był synem Stanisława i pochodzącej z Wilna Marii z Petrusewiczów. W 1936 ukończył Gimnazjum im. Stanisława Konarskiego w Krakowie, a w 1946 Wydział Chemiczny PW. Jeszcze jako student w 1939 zostaje powołany na stanowisko mł. asystenta w Katedrze Chemii Nieorganicznej PW. Stopień doktora nauk technicznych otrzymuje na Wydziale Chemicznym PŚl w 1952 na podstawie rozprawy pt. „Chemiczna charakterystyka sadz aktywnych otrzymanych z węglowodorów aromatycznych”. Tytuł docenta uzyskał w 1954, prof. nadzw. w 1960, a prof. zw. w 1966. W 1974 Nowosybirski Instytut Elektrotechniczny (obecnie Uniwersytet Techniczny) nadaje mu godność doktora honoris causa.
Był uczestnikiem kampanii wrześniowej 1939 oraz członkiem ruchu oporu ZWZ i AK w Warszawie, w latach 1941–44. Nosił pseudonim „Świda”. Walczył w powstaniu warszawskim, w Batalionie Szturmowym "Nałęcz" Korpusu Bezpieczeństwa. W czasie powstania został ranny, a po kapitulacji przebywał w niemieckich obozach jenieckich dla podoficerów i szeregowców: Stalagu 344 Lamsdorf i Stalagu X-B Sandbostel. W kwietniu 1945, po ewakuacji obozu Sandbostel, przeniesiony został do koszar artyleryjskich w Bad Schwartau koło Lubeki. W tym samym roku, po wyzwoleniu z niewoli, powrócił do kraju.
W okresie okupacji pracował w Zakładach Przemysłowych Mikrochemia w Warszawie. Po wyzwoleniu w latach 1946–1950 był kierownikiem Centralnego Laboratorium Zjednoczenia Przemysłu Koksochemicznego w Zabrzu, a jednocześnie w latach 1947–1950 st. asystentem w Katedrze Chemicznej Technologii Węgla na Wydziale Chemicznym PWr. Od 1950 pracował na Wydziale Chemicznym PŚl, od 1960 jako profesor w Katedrze Chemicznej Technologii Węgla. Równocześnie pełnił funkcję prodziekana, a następnie dziekana Wydziału Chemicznego, prorektora (1962–1965) i wreszcie rektora (1965–1974) PŚl.
Aktywność zawodowa Jerzego Szuby była bardzo widoczna również poza uczelnią. Już w latach 1954–1956 uczestniczył jako doradca przy rozruchu Zakładu Koksochemicznego Huty im.  Lenina (obecnie im. Sendzimira) w Krakowie. W latach 1963–1972 był członkiem Rady Głównej Szkolnictwa Wyższego, w tym od 1966 członkiem jej prezydium, a od 1970 przewodniczącym Sekcji Technicznej. Następne funkcje to: członek Rady Nauki i Techniki i Komisji Doskonalenia Kadr przy KNiT (1969–1972); członek Głównej Komisji Kwalifikacyjnej ds. Kadr Naukowych (1968–1973); członek Komitetu Ekspertów ds. Opracowania Raportu o Stanie Oświaty (1971–1973); członek Europejskiego Stowarzyszenia Rektorów Szkół Wyższych (1972–1974); członek Komitetu Nauk Chemicznych PAN (1972–1978); członek Centralnej Komisji Kwalifikacyjnej ds. Kadr Naukowych przy Prezesie Rady Ministrów (1973–1988); członek Prezydium Komitetu Karbochemii PAN (1978–1988); członek Polskiego Komitetu ds. UNESCO (1968–1974); stały delegat Międzynarodowej Unii Przemysłu Gazowniczego (1982–1990); przewodniczący Rad Naukowych: Instytutu Chemicznej Przeróbki Węgla w Zabrzu (1973–1991), Programu Rządowego PR-1 Kompleksowe Przetwórstwo Węgla przy Ministrze Górnictwa i Energetyki (1976–1986); członek Komisji Rządowej ds. Doskonalenia Funkcjonowania Gospodarki Narodowej (1972–1980); członek Prezydium ww. komisji oraz przewodniczący Zespołu IV Postęp Naukowo-Techniczny (1976–1980); kierownik Centralnego Programu Badawczo-Rozwojowego 3.17 Kompleksowe Przetwórstwo Węgla (1976–1986).
Członek PPS (1946–1948). Aktywny członek PZPR (1948–1990), członek Egzekutywy KW PZPR w Katowicach, zastępca członka Komitetu Centralnego PZPR (1968–1975). Członek Związku Kombatantów RP oraz Związku Inwalidów Wojennych RP.

## Działalność naukowa
Jest autorem lub współautorem ponad 150 prac naukowych i monografii publikowanych, w tym sześciu książek oraz współautorem 18 patentów. Był promotorem 16 rozpraw doktorskich oraz ponad 200 prac dyplomowych. Jest ponadto autorem szeregu nie publikowanych opracowań o charakterze rozwiązań technologicznych wynikających z zapotrzebowania przemysłu. Brał udział w licznych konferencjach i seminariach naukowych krajowych i zagranicznych w wielu krajach europejskich, a także w Japonii, Indiach i Australii. 
W pierwszym okresie swej działalności naukowej Jerzy Szuba zajął się badaniem procesów produkcji sadz aktywnych, a jego cytowana wyżej praca doktorska umożliwiła sformułowanie wytycznych, na podstawie których wytwarza się w kraju sadzę techniczną dla przemysłu gumowego i dla produkcji niektórych farb, a ustalona procedura i system klasyfikacji sadz i obecnie nie straciły na aktualności. Następnie zajął się przerobem ciekłych węglopochodnych, a zwłaszcza smoły koksowniczej w instalacjach przemysłowych. Wydany w 1973 podręcznik pt. „Technologia smoły węglowej” stanowi do dziś aktualne i wyczerpujące kompendium wiedzy na ten temat. Jego późniejsze badania dotyczyły upłynniania węgla w celu otrzymywania paliw silnikowych z wykorzystaniem różnych procesów dla otrzymywania cieczy węglowych, jak ekstrakcja nadkrytyczna toluenem lub parą wodną albo prowadzona w różnych warunkach piroliza. Podjęte przez Jerzego Szubę badania dotyczyły również katalitycznych procesów hydrorafinacji, hydrokrakingu i hydrogenizacji różnych cieczy węglowych dla pozyskania produktów końcowych o pożądanych właściwościach. Za swoich nauczycieli uważał Wojciecha Świętosławskiego, Błażeja Rogę i Józefa Salcewicza. Zmarł 15 maja 2006 w Gliwicach. Pochowany na Cmentarzu Centralnym (str. leśna, cz. A, p. 6, rząd 1, nr 1A).

## Odznaczenia i wyróżnienia
Za udział w wojnie obronnej i w walce z okupantem hitlerowskim został uhonorowany:
- Krzyż Srebrny Orderu Wojennego Virtuti Militari (1944)
- Krzyż Walecznych (1944)
- Krzyż Armii Krajowej (1989, Londyn)
- Warszawski Krzyż Powstańczy (1982)
- Medal „Za udział w wojnie obronnej 1939”;
- Medal Wojska (1948, Londyn)
- Krzyż Partyzancki (1995)
- Medal za Warszawę 1939–1945
- Medal Zwycięstwa i Wolności 1945
- Odznaka Grunwaldzka
- Odznaka pamiątkowa Akcji „Burza”
- Odznaka „Weteran Walk o Wolność i Niepodległość Ojczyzny” (2001, patent nr 22737)

Za zasługi w działalności cywilnej został odznaczony:
- Order Budowniczych Polski Ludowej (1974)[3]
- Order Sztandaru Pracy II klasy
- Krzyż Kawalerski Orderu Odrodzenia Polski (1964)
- Medal 10-lecia Polski Ludowej (1955)[4]

W 1973 został wpisany do Księgi Zasłużonych Województwa Katowickiego, a w 1978 do Księgi Zasłużonych Miasta Gliwic. Był laureatem ośmiu nagród Ministra Nauki i Szkolnictwa Wyższego, licznych nagród wojewódzkich oraz nagród rektora Politechniki Śląskiej.